# Pelatantheria eakroensis
Pelatantheria eakroensis är en orkidéart som beskrevs av Haager. Pelatantheria eakroensis ingår i släktet Pelatantheria och familjen orkidéer. Inga underarter finns listade i Catalogue of Life.